# Mattias Pavic
Mattias Pavic, född 26 maj 1993, är en svensk fotbollsspelare som spelar för Växjö Norra IF.

## Klubbkarriär
Pavic moderklubb är Emmaboda IS. Som 15-åring gick han till Kalmar FF. I februari 2014 gick Pavic till division 1-klubben Oskarshamns AIK.
I augusti 2016 värvades Pavic av Östers IF. Han spelade 27 ligamatcher och gjorde två mål under säsongen 2020. I mars 2023 meddelade Östers IF att Pavic lämnade klubben.
I april 2023 blev Pavic klar för division 3-klubben Växjö Norra IF.

## Landslagskarriär
Pavic debuterade för Sveriges U17-landslag den 26 augusti 2008 i en 6–2-vinst över Finland. Totalt spelade han 21 landskamper och gjorde ett mål för U17-landslaget mellan 2008 och 2010.